# Swarzędzki Szlak Meblowy
Swarzędzki Szlak Meblowy – miejski szlak turystyczny i kulturowy w Swarzędzu.

## Charakter
Szlak został powołany do życia celem upamiętnienia swarzędzkich tradycji meblarskich. Trasa podstawowa ma 1,2 km w obie strony, a dodatkowo można zwiedzać obiekt poza trasą (dawny Zakład nr 1 Swarzędzkich Fabryk Mebli, przedtem Tartak Parowy Franciszka Zawidzkiego przy ul. Poznańskiej 25 - wyłącznie tablica pamiątkowa), jak również zespół artystycznych mebli miejskich.

## Obiekty
Obiekty na trasie podstawowej to, zgodnie z numeracją szlaku:
1. Salon Meblowy Stolarzy Swarzędzkich, dawniej Rzemieślniczy Pawilon Meblowy, ul. Wrzesińska 41,
2. figura św. Józefa, ul. Wrzesińska 38,
3. dom Antoniego Tabaki z tablicą pamiątkową, ul. Wrzesińska 22,
4. dawny Zakład nr 2 Swarzędzkich Fabryk Mebli, przedtem Specjalna Fabryka Krzeseł i Stołów Antoniego Tabaki,
5. Swarzędzkie Centrum Historii i Sztuki (dawna remiza strażacka), ul. Bramkowa 6[1].

Artystyczne meble miejskie znajdują się w następujących lokalizacjach:
- Krzesło XL, ul. Wrzesińska 41,
- Ławka i stół, Plac Niezłomnych,
- Regał na kwiaty, os. Czwartaków (pomiędzy Szkołą Podstawową nr 3, a przedszkolem Miś Uszatek),
- Łóżko plażowe, al. Henryka Błachnio, przy przystani nad jeziorem Swarzędzkim,
- Wieszak z ławeczką, ul. Dworcowa 7, przy stacji kolejowej Swarzędz,
- Dwa krzesła, róg ul. Granicznej i ul. Tysiąclecia[1].